# Hannah Hampton
Hannah Alice Hampton (Birmingham, 16 de novembro de 2000) é uma futebolista inglesa que atua como goleira no Chelsea, clube da FA Women's Super League, e na Seleção Inglesa de Futebol Feminino. Hampton se desenvolveu nas categorias de base do Stoke City e do Birmingham City, passou cinco anos na Espanha nas categorias de base do Villarreal CF e, anteriormente, jogou pelo Aston Villa.

## Início da vida e carreira
Hampton nasceu em Birmingham, Inglaterra, e cresceu em Studley, Warwickshire, antes de emigrar para a Espanha com sua família aos cinco anos de idade. Enquanto vivia na Espanha, foi observada por olheiros da academia do Villarreal CF, onde atuou como atacante. Estudou na Escola Britânica de Vila-real, onde seus pais, Chris e Laura, trabalhavam como professores. Retornou à Inglaterra em 2010 e ingressou no Centro de Excelência de Stoke City. Frequentou a Erasmus Darwin Academy, em Burntwood, Staffordshire, onde seus pais também fazia parte da equipe escolar.
Durante seu período no Stoke, Hampton fez a transição de atacante para goleira. Como parte da campanha "Where Greatness Is Made" ("Onde a grandeza é feita"), uma placa em homenagem a Hampton foi instalada no Stoke City.

## Carreira no clube

### Cidade de Birmingham
Em 2016, Hampton foi recrutada para o Centro de Excelência do Birmingham City pelo então diretor da Academia, Marc Skinner, que mais tarde seria nomeado técnico da equipe principal. Em 5 de novembro de 2017, Skinner a convocou para sua estreia no time principal em uma partida da fase de grupos da Copa da Liga contra o Doncaster Belles. Após uma série de aparições na equipe principal, Hampton assinou seu primeiro contrato profissional com o clube em 5 de dezembro de 2018.
Em 2018, com a saída da experiente goleira titular Ann-Katrin Berger, Hampton passou a ter mais oportunidades em campo, sendo titular em 12 das 20 partidas da WSL durante a temporada 2018-19. O Birmingham sofreu apenas 17 gols, a terceira menor marca da liga. Como resultado, Hampton foi eleita a Jogadora Jovem da Temporada do clube na premiação de fim de ano do clube, em maio de 2019.
Hampton assinou um novo contrato com o Birmingham City em 5 de setembro de 2019, estendendo seu vínculo até junho de 2021. Disputou 34 das 35 partidas da WSL nas duas temporadas seguintes, registrando seis jogos sem sofrer gols é uma taxa de defesa de 66,5%. Hampton deixou Birmingham ao término de seu contrato no final daquele mês.

### Aston Villa
Em 3 de julho de 2021, Hampton assinou um contrato de dois anos com o Aston Villa, da FA WSL, em uma transferência gratuita.

### Chelsea
Em 4 de julho de 2023, o Chelsea anunciou a contratação de Hampton por três anos, após o término de seu contrato com o Aston Villa. Fez sua estreia pelo Chelsea em 17 de dezembro de 2023 contra o Bristol City, sendo elogiada pelas defesas na vitória por 3 a 0 fora de casa. Na temporada 2023–2024, assumiu a posição de goleira titular, à frente de Zecira Musovic.
Na temporada 2024–25, Hampton manteve 13 partidas sem sofrer gols em 22 jogos pelo Chelsea, que se tornou o primeiro time da WSL a terminar uma temporada de 22 jogos invicto. Como resultado, Hampton dividiu o prêmio Luva de Ouro da temporada com Phallon Tullis-Joyce, do Manchester United WFC.

## Carreira internacional

### Juventude
Em fevereiro de 2013, Hampton recebeu sua primeira convocação para a seleção sub-15, aos 12 anos. Mais tarde, foi incluída na equipe sub-17 para as eliminatórias do Campeonato Europeu Feminino Sub-17 da UEFA de 2017, enfrentando Lituânia, Eslovênia e Rússia. A equipe avançou para a Rodada de Elite, vencendo Alemanha e Polônia e empatando com a Itália, o que garantiu a liderança do grupo e a classificação para a fase final na República Tcheca. A Inglaterra foi sorteada no grupo com Irlanda, Holanda e Noruega, mas venceu apenas uma das três partidas, terminando em terceiro lugar e não avançando além da fase de grupos.
Hampton continuou seu desenvolvimento nas categorias sub-18 e sub-19. Em 2018, foi convocada para a equipe sub-19 que disputou as eliminatórias e a Rodada de Elite do Campeonato Europeu Sub-19 da UEFA de 2019. Hampton manteve o gol zerado contra a Suécia e Itália, em partidas realizadas no St George's Park National Football Centre, e foi eleita Jogadora da Partida contra a Itália. Durante o torneio final, atuou em todas as três partidas da fase de grupos, mas a Inglaterra não conseguiu avançar.
Em agosto de 2019, foi convocada por Rehanne Skinner para integrar a seleção sub-21 no Torneio Nórdico Sub-23, realizado na Universidade de Loughborough.

### Sênior
Em fevereiro de 2020, Hampton recebeu sua primeira convocação para a seleção principal da Inglaterra como jogadora de apoio durante a SheBelieves Cup de 2020. Em setembro do mesmo ano, foi chamada pela primeira vez para integrar integralmente o grupo de treinamento. Em 12 de outubro de 2021, foi convocada para partidas qualificatórias da Inglaterra para a Copa do Mundo Feminina da FIFA de 2023, contra Irlanda do Norte e Letônia. Sua estreia oficial aconteceu em 20 de fevereiro de 2022, como titular no empate por 0 a 0 contra a Espanha, na Arnold Clark Cup. Foi integrante da seleção campeã do Campeonato Europeu de Futebol Feminino de 2022, em julho daquele ano. Em novembro de 2022, recebeu o número de legado 222 da seleção inglesa. Em 31 de maio de 2023, foi convocada para a Copa do Mundo de Futebol Feminino de 2023, na qual a Inglaterra terminou como vice-campeã.
Em 9 de abril de 2024, Hampton voltou a figurar entre as titulares em partidas oficiais, nas Eliminatórias para a Euro 2025, começando contra a Irlanda e mantendo o gol zerado na vitória por 2 a 0; foi sua primeira partida competitiva em mais de dois anos. Em 31 de maio, entrou como substituta após uma lesão de Mary Earps, na derrota por 2 a 1 para a França. Voltou a ser titular no jogo de volta contra a França, em 4 de junho, realizando uma "impressionante" defesa com a ponta dos dedos aos 89 minutos, ajudando a garantir os 3 pontos para a Inglaterra, seguido por nova vitória por 2 a 1 sobre a Irlanda, em 12 de julho.
Na partida final das eliminatórias, contra a Suécia, foi novamente titular. A jornalista Suzanne Wrack sugeriu que sua escalação poderia "marcar uma mudança de guarda" em relação à posição de goleira titular, classificando a decisão como "ousada e um grande voto de confiança". A treinadora Sarina Wiegman ponderou que era "um pouco cedo demais" para confirmar essa mudança, enquanto o The Guardian descreveu a escolha como "o sinal mais forte até agora" de que Hampton estava "liderando a corrida para ser a goleira número 1 da Inglaterra na Euro 2025". Em 8 de abril de 2025, Wiegman afirmou que Hampton estava "um pouco à frente" de Earps na disputa pela titularidade do gol inglês.
Após a aposentadoria internacional de Earps, em maio de 2025, Hampton foi a única goleira da seleção convocada para a Euro 2025 que já havia feito uma partida oficial pela equipe principal. Foi eleita Jogadora da Partida nas quartas de final, contra a Suécia, em uma vitória nos pênaltis. Hampton fez duas defesas no tempo regulamentar e, após um sangramento nasal no final da prorrogação — ficando visivelmente ensanguentada e com um absorvente na narina, em cena comparada à de Terry Butcher em jogo contra a Suécia —, defendeu duas penalidades.
Hampton foi titular na final, em 27 de julho de 2025, e defendeu dos pênaltis — de Mariona Caldentey e Aitana Bonmatí — na disputa contra a Espanha, ajudando a Inglaterra a conquistar seu segundo título europeu consecutivo. Suas atuações de destaque ao longo do torneio lhe renderam elogios da crítica, e foi novamente eleita Jogadora da Partida na final. Sobre sua performance, a técnica Sarina Wiegman declarou: “Você realmente tem que se esforçar e mostrar isso, e ela também fez. Acho que ela fez um trabalho incrível. É como um conto de fadas parar aqueles pênaltis na final da Euro e vencer." Após o torneio, Hampton revelou no Instagram que seu avô havia morrido dois dias antes do início da competição.

## Vida pessoal
Hampton nasceu com estrabismo, uma condição ocular que afeta a percepção de profundidade. Aos três anos de idade, passou por três cirurgias no Hospital Infantil de Birmingham para tentar corrigir o problema e atualmente atua como embaixadora da instituição. Além do inglês, fala fluentemente o espanhol e também tem conhecimento em linguagem de sinais.

## Estatísticas

### Clube
Atualizadas até 18 de maio de 2025.
| Clube                | Temporada         | Liga                | Liga        | Liga  | Copa da Inglaterra | Copa da Inglaterra | Taça da Liga | Taça da Liga | Europa      | Europa | Total       | Total |
| Clube                | Temporada         | Divisão             | Aplicativos | Metas | Aplicativos        | Metas              | Aplicativos  | Metas        | Aplicativos | Metas  | Aplicativos | Metas |
| -------------------- | ----------------- | ------------------- | ----------- | ----- | ------------------ | ------------------ | ------------ | ------------ | ----------- | ------ | ----------- | ----- |
| Cidade de Birmingham | 2017–18           | Super Liga Feminina | 4           | 0     | 0                  | 0                  | 2            | 0            | —           | —      | 6           | 0     |
| Cidade de Birmingham | 2018–19           | Super Liga Feminina | 12          | 0     | 2                  | 0                  | 3            | 0            | —           | —      | 17          | 0     |
| Cidade de Birmingham | 2019–20           | Super Liga Feminina | 13          | 0     | 3                  | 0                  | 2            | 0            | —           | —      | 18          | 0     |
| Cidade de Birmingham | 2020–21           | Super Liga Feminina | 21          | 0     | 1                  | 0                  | 1            | 0            | —           | —      | 23          | 0     |
| Cidade de Birmingham | Total             | Total               | 50          | 0     | 6                  | 0                  | 8            | 0            | —           | —      | 64          | 0     |
| Aston Villa          | 2021–22           | Super Liga Feminina | 20          | 0     | 1                  | 0                  | 1            | 0            | —           | —      | 22          | 0     |
| Aston Villa          | 2022–23           | Super Liga Feminina | 15          | 0     | 4                  | 0                  | 2            | 0            | —           | —      | 21          | 0     |
| Aston Villa          | Total             | Total               | 35          | 0     | 5                  | 0                  | 3            | 0            | —           | —      | 43          | 0     |
| Chelsea              | 2023–24           | Super Liga Feminina | 10          | 0     | 2                  | 0                  | 2            | 0            | 4           | 0      | 18          | 0     |
| Chelsea              | 2024–25           | Super Liga Feminina | 22          | 0     | 5                  | 0                  | 2            | 0            | 5           | 0      | 34          | 0     |
| Chelsea              | Total             | Total               | 32          | 0     | 7                  | 0                  | 4            | 0            | 9           | 0      | 52          | 0     |
| Total da carreira    | Total da carreira | Total da carreira   | 117         | 0     | 18                 | 0                  | 15           | 0            | 9           | 0      | 159         | 0     |

### Internacional
Atualizadas até 27 de julho de 2025.
| Seleção nacional | Ano   | Aplicativos | Metas |
| ---------------- | ----- | ----------- | ----- |
| Inglaterra       | 2022  | 2           | 0     |
| Inglaterra       | 2024  | 8           | 0     |
| Inglaterra       | 2025  | 12          | 0     |
| Total            | Total | 22          | 0     |

## Títulos
Chelsea
- FA Women's Super League: 2023–24,[52] 2024–25[53]
- FA Women's Cup: 2024–25[54]
- Copa da Liga Feminina da FA: 2024–25[55]

Inglaterra
- Vice-campeã da Copa do Mundo FIFA de Futebol Feminino: 2023[33]
- Campeonato Feminino da UEFA : 2022, 2025[45]
- Finalíssima Feminina: 2023[56]
- Copa Arnold Clark: 2022[57]

- Jogador Jovem da Temporada do Birmingham City: 2018–19
- Jogador da Temporada do Birmingham City: 2020–21
- Liberdade da Cidade de Londres (anunciada em 1 de agosto de 2022)[58]
- Luva de Ouro da WSL: 2024–25[21]
- Campeonato Europeu de Futebol Feminino Team of the Tournament: 2025[59]